# Emblema nacional de Catar
El escudo de armas de Catar, más bien un emblema que no un escudo heráldico, tiene como señal principal dos cimitarras atravesadas por el mango dentro de un círculo amarillo, entre las cuales hay un barco del tipo dahu navegando sobre un mar de ondas azules y blancas cerca de una isla con dos palmeras. Bordeando el círculo central hay una bordura dividida horizontalmente por una línea dentada; en la parte superior, de color blanco, figura el nombre oficial del estado escrito en árabe: دولة قطر (Dawla Qatar, Estado de Catar), en caracteres cúficos de color granate, mientras que la parte inferior, de color granate, a veces contiene también este mismo nombre oficial escrito en inglés (State of Qatar) en letras de color blanco. Este escudo presenta algunas variaciones en el color del círculo central o de las espadas, que tan pronto pueden ser blancas como granates.
La versión actual data de 1976 y sustituyó en otra, en uso desde 1966, que consistía también en dos cimitarras pero puestas verticalmente, una ostrea perlífera y dos hojas de palma, con el nombre de Catar en árabe (قطر) escrito encima.
Los elementos del escudo son bastante comunes en varios estados de Oriente Medio: la espada curvada tradicional de los países árabes está presente también en los escudos de Arabia Saudita y de Omán, y el dahu aparece también en el escudo de Kuwait y en el antiguo escudo de los Emiratos Árabes Unidos. La palmera también es un símbolo nacional saudí. Los colores y la separación dentada del círculo exterior provienen de la bandera estatal.
La última versión del emblema nacional se presentó el 15 de septiembre de 2022 en el Museo Nacional de Catar. El nuevo emblema también presenta los símbolos históricos de Catar que se encuentran en el emblema anterior: la espada del fundador, las palmeras, el mar y el barco tradicional, excepto todos en color granate sobre un fondo blanco.
La interpretación oficial publicada por el Amiri Diwan (el cuerpo soberano y la oficina administrativa del Emir) es como sigue.
El escudo de armas del Estado de Catar representa una variedad de significados y valores de diferentes connotaciones geográficas y culturales. Refleja una interfaz interactiva y armoniosa entre la vida salvaje y la marina. También representa la altura de la palmera y su sentido de entrega, recordando las espadas árabes más poderosas, el sentido de dignidad y refugio seguro.

## Evolución histórica del escudo

Escudo de armas del Estado de Catar (1966-1976)
Escudo de armas del Estado de Catar (1976-2022)